# Процесс Габера

Схема процесса Габера

Проце́сс Га́бера (Ха́бера) — промышленный процесс (изобретен Фрицем Габером и Карлом Бошем), в котором атмосферный азот «связывается» путём синтеза аммиака. Смесь азота и водорода пропускается через нагретый катализатор под высоким давлением. При этом за счёт высокого давления равновесие в реакции N2 + 3 H2 ⇄ 2NH3 смещается в сторону аммиака. Водород для получения аммиака извлекают из метана, обрабатывая его водяным паром.

## К истории синтеза аммиака
До разработки процесса Габера — Боша аммиак получали двумя энергоемкими способами: цианамидным и нитридным. Первый был основан на гидролизе цианамида кальция CaCN2:
{\displaystyle {\mathsf {CaCN_{2}+3H_{2}O=CaCO_{3}+2NH_{3}\uparrow }}}
Цианамид кальция предварительно получали длительным нагреванием до температуры около 1000 °С порошка карбида кальция в атмосфере азота:
{\displaystyle {\ce {CaC2 + N2 -> CaCN2 + C}}}.
В основе нитридного способа лежит гидролиз нитрида алюминия, который получают сплавлением корунда с коксом в присутствии азота:
{\displaystyle {\mathsf {Al_{2}O_{3}+3C+N_{2}=2AlN+3CO\uparrow }}}
{\displaystyle {\mathsf {AlN+NaOH+3H_{2}O=Na[Al(OH)_{4}]+NH_{3}\uparrow }}}
Также перед химиками стояла задача химического связывания азота, и в XIX веке её пытались решить, окисляя азот кислородом при температурах выше 2200 °С. Этот процесс был осуществлен учёными Х. Биркеландом и С. Эйде в вольтовой дуге. Также ими было обнаружено, что реакция ускоряется в присутствии Fe2O3. В 1901 году был зарегистрирован патент на имя А. Ле Шателье на реакцию синтеза аммиака из азота и водорода. В патенте указывалась необходимость высокого давления, а также присутствие катализатора. В 1904—1907 годах В. Оствальдом, В. Нернстом и Ф. Габером были выполнены работы, позволившие установить равновесные концентрации водорода, азота и аммиака в зависимости от давления и температуры. В марте 1909 года Ф. Габер впервые получил аммиак при 600 °С и 17,5 МПа, используя в качестве катализатора порошкообразный осмий. Результаты учёный передал в фирму BASF, которая построила в 1913 году первый завод по синтезу аммиака. Аппаратуру для него разработал инженер К. Бош.
В фирме BASF было изучено более 8000 катализаторов процесса. Уже в 1910 году было показано, что лучшим катализатором является плавленое железо с добавками оксидов алюминия, калия и кальция. Этот катализатор стал основным для синтеза аммиака на 90 лет.
Первое производство в СССР было основано в 1928 году на Чернореченском химическом заводе в Дзержинске. В 1990 году СССР был лидером по производству аммиака — 28 млн т/год. На середину 2000-х годов на территории бывшего СССР действовали 42 агрегата синтеза аммиака мощностью от 1360 до 1420 т/сут (около 450 тыс. т/год). Общая мощность установок в России в 2001 году составляла 14,2 млн т/год, а всего в странах СНГ — 22 млн т/год.

## Свойства процесса Габера

Схема колонны синтеза аммиака

Важным свойством процесса Габера является его безотходность. Реакция образования аммиака из водорода и азота равновесная и экзотермическая, поэтому при высоких температурах, необходимых для достижения приемлемой скорости реакции равновесие смещается в сторону азота и водорода, и выход аммиака за один проход смеси газов через катализатор в промышленных условиях не превышает 14—16 %. Поэтому выходящую из реактора смесь охлаждают до температуры конденсации аммиака, сжиженный аммиак отделяют в сепараторе, а оставшуюся смесь водорода и азота направляют на рециркуляцию — вновь нагревают и пропускают через колонну синтеза с катализатором. Таким образом, в процессе Габера теоретический выход в реакции синтеза аммиака составляет 100 %.
Выход аммиака (в объёмных процентах) за один проход катализатора при различных температурах и давлении имеет следующие значения:
|        | 100 ат | 300 ат | 1000 ат | 1500 ат    | 2000 ат    | 3500 ат    |
| ------ | ------ | ------ | ------- | ---------- | ---------- | ---------- |
| 400 °C | 25,12  | 47,00  | 79,82   | 88,54      | 93,07      | 97,73      |
| 450 °C | 16,43  | 35,82  | 69,69   | 84,07      | 89,83      | 97,18      |
| 500 °C | 10,61  | 26,44  | 57,47   | Нет данных | Нет данных | Нет данных |
| 550 °C | 6,82   | 19,13  | 41,16   | Нет данных | Нет данных | Нет данных |
Применение катализатора (пористое железо с примесями Al2O3 и K2O) позволило ускорить достижение равновесного состояния. Интересно, что при поиске катализатора на эту роль пробовали более 20 тысяч различных веществ.
Учитывая все вышеприведённые факторы, процесс получения аммиака проводят при следующих условиях: температура 500 °C, давление 350 атмосфер, катализатор. Выход аммиака при таких условиях составляет около 30 %. В промышленных условиях использован принцип циркуляции — аммиак удаляют охлаждением, а непрореагировавшие азот и водород возвращают в колонну синтеза. Это оказывается более экономичным, чем достижение более высокого выхода реакции за счёт повышения давления.
Несмотря на то, что реакция синтеза аммиака экзотермическая, процесс Габера очень энергоёмкий: средний расход электрической энергии на производство 1 т аммиака составляет 3200 кВт·ч. Энергия затрачивается на сжатие и нагрев смеси азота и водорода и частично рассеивается в тепло при охлаждении, необходимом для конденсации и отделения аммиака.
По оценке за 2010 год индустрия азотсодержащих удобрений США употребила 148 ПДж тепловой энергии от сжигания топлива, 13 ПДж электрической энергии и эквивалент энергии в 196 ПДж метана как источника водорода, произведя при этом 8,7 млн т аммиака. Таким образом, на производство 1 т аммиака было затрачено 4700 кВт·ч тепловой энергии, 415 кВт·ч электрической энергии и 6300 кВт·ч тепловой энергии, запасённой в использованном метане. Однако эти значения затраченной энергии являются оценочными, так как статистические данные доступны только для всей индустрии в целом, а не для отдельной установки по производству аммиака.
Любопытно, что биофиксация атмосферного азота микроорганизмами — ещё более энергоёмкий процесс: для фиксации 1 молекулы азота требуется не менее 12 молекул АТФ, что эквивалентно 5000  кВт⋅ч на тонну аммиака.

## Разработчики
Лидерами по внедрению технологий синтеза аммиака являются известные компании Haldor Topsøe, KBR (Kellogg Brown & Root), Ammonia Casale, ICI, CF Braun (KBR), Uhde (ThyssenKrupp), Linde, Lurgi и другие.